# Beneckeia
Beneckeia – rodzaj głowonogów z wymarłej podgromady amonitów, z rzędu Ceratitida.
Żył w okresie triasu (olenek – anizyk).